# Nataša Bokal
Nataša Bokal (Škofja Loka, Yugoslavia, 9 de mayo de 1967) es una deportista eslovena que compitió para Yugoslavia en esquí alpino.
Ganó una medalla de plata en el Campeonato Mundial de Esquí Alpino de 1991, en la prueba de eslalon. 
Participó en tres Juegos Olímpicos de Invierno, entre los años 1992 y 2002, ocupando el séptimo lugar en Albertville 1992, en la prueba combinada.

## Palmarés internacional
| Representando a Yugoslavia |                                |                  |         |
| Campeonato Mundial         |                                |                  |         |
| Año                        | Lugar                          | Medalla          | Prueba  |
| 1991                       | Saalbach-Hinterglemm (Austria) | Medalla de plata | Eslalon |